# الیمپیا کارلیزی
اُلیمپیا کارلیزی (ایتالیایی: Olimpia Carlisi؛ زادهٔ ۲۹ دسامبر ۱۹۴۶) بازیگر و مجری اهل ایتالیا است.
از فیلم‌ها یا برنامه‌های تلویزیونی که وی در آن نقش داشته‌است، می‌توان به وسط دنیا، کازانووای فلینی، پنجره‌های روبرو، تراس، تبصره ۲۲، تراژدی آدم مضحک، قرار ملاقات، ستاره باله و زیر نشان عقرب اشاره کرد.